# Schizaphis rosazevedoi
Schizaphis rosazevedoi är en insektsart. Schizaphis rosazevedoi ingår i släktet Schizaphis och familjen långrörsbladlöss. Inga underarter finns listade i Catalogue of Life.